# Himalmartensus
Himalmartensus là một chi nhện trong họ Amaurobiidae.